# 小鸢尾
小鸢尾（学名：Iris proantha）为鸢尾科鸢尾属的植物，为中国的特有植物。分布于中国大陆的浙江、湖南、江苏、安徽、湖北等地，生长于海拔800米至1,200米的地区，常生长在草地、林缘、山坡和疏林下，目前尚未由人工引种栽培。

## 别名
拟罗斯鸢尾（中国植物学杂志）

## 异名
- Iris proantha Diels var. valida (Chien) Y. T. Zhao